# 金潤赫
金 潤赫、金允赫（キム・ユンヒョク、朝鮮語: 김윤혁、1926年 - 2006年4月 ）は、朝鮮民主主義人民共和国の政治家。最高人民会議常任委員会書記長、政務院副総理兼建設・建材工業委員会委員長、政務院金属工業部長、政務院事務長、朝鮮労働党中央委員会委員などを歴任した。

## 経歴
平安南道出身。金策工業総合大学を卒業し、ソ連に留学。1977年に最高人民会議第6期代議員に選出され、12月15日に開催された最高人民会議第6期第1回会議で政務院事務長に任命された。1980年3月には政務院金属工業部長に転じ、10月10日から開催された朝鮮労働党第6回党大会で朝鮮労働党中央委員会委員に選出された。1982年に黄海南道行政経済委員長を経て、1986年8月12日に政務院第1副総理に任命された。同年12月30日 に開催された最高人民会議第8回第1回会議で政務院副総理兼建設・建材工業委員会委員長に任命されたが、1988年2月12日に中央人民委員会政令により建設・建材工業委員会委員長を解任された。1990年5月24日に開催された最高人民会議第9期第1回会議で政務院副総理に再任。1994年には金日成の国家葬儀委員に選ばれている。1998年9月5日に開催された最高人民会議第10期第1回会議で最高人民会議常任委員会書記長に任命された。
2001年7月には中国を訪問し、江沢民国家主席や李鵬全国人民代表大会常務委員長、銭其琛国務院副総理と会談した。2003年9月3日の最高人民会議第11期第1回会議でも常任委員会書記長に再任された。2005年4月11日に開催された最高人民会議第11期第3回会議で最高人民会議常任委員会書記長を解任された。2006年4月13日に金が愛国烈士陵に埋葬されたと報道されたが、正確な死亡日時は不明。